# Tilmàtli
Il tilmàtli (o tilma) era un tipo di indumento esterno indossato dagli uomini, utilizzato nel tardo periodo post-classico ed all'inizio del periodo coloniale dagli Aztechi e da altri popoli del Messico centrale.

## Descrizione

Variazioni di tilma in Messico

L'indumento veniva indossato davanti come un lungo grembiule, o alternativamente sopra le spalle come un mantello. 
Ne venivano utilizzati molti tipi diversi, a seconda della classe sociale del soggetto. Le classi più agiate indossavano un tilmàtli fatto con un tessuto di cotone annodato su una sola spalla, mentre la classe media ne aveva uno in fibra di ayate, un tessuto grossolano prodotto con foglie di cactus maguey. Veniva annodato sulla spalla sinistra. La classe inferiore annodava l'indumento dietro il collo, dove diventava utile come porta oggetti.
Un famosissimo tilmàtli fu indossato da Juan Diego Cuauhtlatoatzin nel 1531; sopra questo tilmàtli sarebbe apparsa miracolosamente l'immagine della Vergine Maria in presenza dell'arcivescovo di Città del Messico. L'immagine viene conservata presso il santuario di Nostra Signora di Guadalupe, e richiama ogni anno milioni di pellegrini.